# Groenpunt
Groenpunt (Engels: Green Point) is een wijk in het Zuid-Afrikaanse Kaapstad. Het ligt ten westen van het stadscentrum, ingeklemd tussen de Seinheuwel en de Atlantische Oceaan.
De wijk bestaat uit twee delen: tegen de voet van de Seinheuwel ligt een residentiële woonwijk met een prachtig uitzicht over de Tafelbaai en de oceaan. Daaronder ligt een open gebied met sportterreinen en een park. In dit deel bevindt zich het Groenpuntstadion, dat tijdens het WK voetbal in 2010 gebruikt werd.
Aan de kust, bij de ingang van de Tafelbaai, staat de Groenpuntvuurtoren. Deze rood-witte vuurtoren uit 1824 is de oudste van Zuid-Afrika en waarschuwt schepen voor de gevaarlijke rotskust van de Groenpunt.
Groenpunt is de homobuurt van Kaapstad.